# Saint-Julien-du-Gua
Saint-Julien-du-Gua ist eine französische Gemeinde im Bereich der Cevennen sowie im Département Ardèche in der Region Auvergne-Rhône-Alpes. Sie gehört zum Kanton Haut-Eyrieux im Arrondissement Privas. Sie grenzt im Norden an Issamoulenc, im Osten an Creysseilles, im Südosten an Ajoux, im Südwesten an Saint-Joseph-des-Bancs und im Westen an Marcols-les-Eaux. Saint-Julien-du-Gua ist Teil des Regionalen Naturparks Monts d’Ardèche. Zur Gemeindegemarkung gehören neben der Hauptsiedlung auch die Weiler La Pervenche, La Grézière, La Nicoule, Le Théron und Charbonnière.

## Bevölkerungsentwicklung

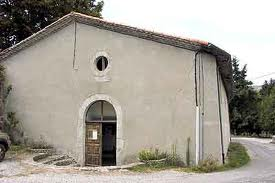
Protestantische Kirche im Ortsteil La Pervenche

| Jahr                       | 1962 | 1968 | 1975 | 1982 | 1990 | 1999 | 2008 | 2019 |
| -------------------------- | ---- | ---- | ---- | ---- | ---- | ---- | ---- | ---- |
| Einwohner                  | 366  | 316  | 262  | 216  | 187  | 174  | 177  | 175  |
| Quellen: Cassini und INSEE |      |      |      |      |      |      |      |      |